# Škabrnja
Škabrnja – wieś w Chorwacji, w żupanii zadarskiej, siedziba gminy Škabrnja. W 2011 roku liczyła 1413 mieszkańców.